# Mathieu Flamini
Mathieu Flamini (Marseille, 7 maart 1984) is een ex-Frans voetballer die doorgaans als middenvelder speelde.

## Carrière
Flamini begon als jeugdspeler van de profclub uit zijn geboortestad, Olympique Marseille. Op 20 december 2003 maakte hij zijn debuut, in een wedstrijd tegen Toulouse FC (1-0 winst). In de eerste wedstrijd en ook in de wedstrijden die volgden maakte Flamini indruk als hardwerkende middenvelder. Flamini begon pas echt op te vallen toen Marseille ver kwam in het UEFA Cup toernooi. Vooral in de halve finale tegen Newcastle United maakte de middenvelder indruk. Hij speelde ook in de finale, maar die werd verloren van Valencia.
Op 23 juli 2004 tekende Flamini een contract bij Arsenal en wees hij een contract van Marseille af, terwijl hij mondeling het al eens was met zijn werkgever. "Hij heeft me verraden en gebruikt," zei toenmalig Marseille coach José Anigo hierover.
Later, op 13 januari 2005 werd de transfer als illegaal verklaard door de arbitragecommissie van de FIFA. Vanwege deze beslissing moest Arsenal alsnog een vergoeding betalen aan Marseille.
Op 15 augustus 2004 maakte Flamini zijn officiële debuut voor Arsenal, tijdens een met 4-1 gewonnen wedstrijd tegen Everton FC. In zijn eerste seizoen werd Flamini vooral als wisselspeler gebruikt. Hij begon negen keer in de basisopstelling en viel twaalf keer in.
Een seizoen later kon Flamini nog steeds geen basisplaats afdwingen. Hij speelde toch nog een aantal wedstrijden, omdat veel spelers geblesseerd raakten. Hij werd ook op veel verschillende posities ingezet. Eigenlijk is hij een verdedigende middenvelder, maar in het seizoen 2005/06 speelde hij vanwege blessures van onder andere Ashley Cole, Gaël Clichy, Pascal Cygan, Lauren, Kerrea Gilbert en Sebastian Larsson ook vaak als links- of rechtsback. Toen Ashley Cole weer fit werd, verhuisde Flamini weer "gewoon" naar de bank. In mei 2006 speelde Flamini zijn tweede Europese finale, toen hij als wissel werd ingebracht in de Champions League finale tegen FC Barcelona. Ook deze finale ging echter verloren (2-1). Tijdens het nieuwe seizoen, 2006/07, werd Flamini vaker als basisspeler gebruikt. Hij scoorde de winnende goal tegen Dinamo Zagreb, waardoor Arsenal weer meedeed aan de Champions League van dat jaar. Verder scoorde hij dat seizoen goals tegen Chelsea, Blackburn Rovers en Liverpool.
In april 2007 liet Flamini weten dat hij Arsenal misschien wilde verlaten aan het einde van het seizoen. Zijn contract liep af en hij zou gratis willen vertrekken, omdat hij vond dat hij te weinig speelkansen kreeg. Uiteindelijk verkoos Flamini toch te blijven bij Arsenal en kreeg hij door de afwezigheid van middenvelder Gilberto de kans op zijn favoriete plaats als verdedigende middenvelder. Op 1 juli 2008 maakt hij een transfervrije overstap naar AC Milan.
Op 23 augustus 2013 tekende hij als transfervrije speler een tweejarig contract bij Arsenal, waar hij eerder vier seizoenen onder de vleugels van Arsène Wenger speelde. Na afloop van zijn contract tekende Flamini voor één seizoen bij Crystal Palace. In februari 2018 tekende hij transfervrij bij Getafe.

## Clubstatistieken
| Seizoen | Club                | Competitie       | Wedstrijden | Doelpunten |
| ------- | ------------------- | ---------------- | ----------- | ---------- |
| 2003/04 | Olympique Marseille | Ligue 1          | 14          | 0          |
| 2004/05 | Arsenal             | Premier League   | 21          | 1          |
| 2005/06 | Arsenal             | Premier League   | 31          | 0          |
| 2006/07 | Arsenal             | Premier League   | 20          | 3          |
| 2007/08 | Arsenal             | Premier League   | 30          | 3          |
| 2008/09 | AC Milan            | Serie A          | 29          | 0          |
| 2009/10 | AC Milan            | Serie A          | 25          | 0          |
| 2010/11 | AC Milan            | Serie A          | 22          | 2          |
| 2011/12 | AC Milan            | Serie A          | 2           | 1          |
| 2012/13 | AC Milan            | Serie A          | 18          | 4          |
| 2013/14 | Arsenal             | Premier League   | 27          | 2          |
| 2014/15 | Arsenal             | Premier League   | 23          | 1          |
| 2015/16 | Arsenal             | Premier League   | 1           | 0          |
| 2016/17 | Crystal Palace      | Premier League   | 10          | 0          |
| 2017/18 | Getafe              | Primera División | 8           | 0          |
| 2018/19 | Getafe              | Primera División | 10          | 0          |
| Totaal  |                     |                  | 291         | 17         |

## Interlandcarrière
Met Frankrijk –21 nam Flamini in 2006 deel aan de EK-eindronde in Portugal, waar de ploeg van bondscoach René Girard in de halve finales werd uitgeschakeld door de latere winnaar Nederland –21. Flamini werd op 7 februari 2007 voor het eerste opgeroepen voor Frankrijk. Hij verving toen Jérémy Toulalan, die afhaakte met een blessure.

## Erelijst
| Competitie          |         |                           |         |         |
| Competitie          | Aantal  | Jaren                     |         |         |
| Arsenal             | Arsenal | Arsenal                   | Arsenal | Arsenal |
| ------------------- | ------- | ------------------------- | ------- | ------- |
| FA Cup              | 3x      | 2004/05, 2013/14, 2014/15 |         |         |
| FA Community Shield | 1x      | 2014                      |         |         |
| AC Milan            |         |                           |         |         |
| Kampioen Serie A    | 1x      | 2010/11                   |         |         |

## Zakenman
Door zijn aandeel in het door hem opgerichte bedrijf GF Biochemicals, is Mathieu de rijkste profvoetballer van Spanje.
GF Biochemicals is een biochemisch bedrijf opgericht in 2008. Het werd mede opgericht door Mathieu Flamini en Pasquale Granata. Het is het eerste bedrijf in de wereld dat in staat is om levulinezuur massaal te produceren. Het bedrijf werkte zeven jaar samen met de universiteit van Pisa aan de productie ervan. In 2016 heeft GF Biochemicals het Amerikaanse bedrijf Segetis overgenomen. Het bedrijf heeft een fabriek in Caserta met ongeveer 80 werknemers. In 2015 won het bedrijf de John Sime Award voor meest innovatieve nieuwe technologie. Het bedrijf heeft kantoren in Milaan en Nederland.